# Saint-Lina
Saint-Lina ou Sainte-Lina, est un hameau situé dans le Comté de Saint-Paul No 19, dans la province canadienne d'Alberta.
La paroisse se dénomme paroisse de Sainte-Hélène et Sainte-Lina.
Les premiers colons francophones sont venus du Québec et de l'Ontario. Le hameau est officiellement fondé en 1914 sur les bords de la rivière Castor.
Yvon Mahé est spécialiste du milieu éducatif francophone. Il occupa pratiquement tous les postes de l'organisation scolaire : suppléant, enseignant, chef de secteur, directeur adjoint, directeur, dans différentes institutions et municipalités de l'Alberta.